# Giovanni Mingatti
Giovanni Mingatti (Padova, 19 luglio 1882 – Padova, 17 giugno 1975) è stato un dirigente sportivo italiano, presidente del Calcio Padova dal 1925 al 1927.

## Biografia
Ragioniere padovano, guida la società biancoscudata per due stagioni, entrambe vissute in massima serie. Nel 1925-1926 ottiene un buon posto, nel 1926-1927 un onorevole settimo posto. Sono anni piuttosto delicati, perché la massima categoria nazionale comporta un notevole dispendio di energie, soprattutto economiche. Di fronte a questo scenario, la società annaspa. Cresce in maniera sorprendente, tuttavia, l'affettodei tifosi, che domenica dopo domenica affollano sempre in numero maggiore le tribune del neonato Stadio Appiani.

## Fonti
- Biancoscudo, cent'anni di Calcio Padova, a cura di Massimo Candotti e Carlo Della Mea (contributi di Paolo Donà, Gabriele Fusar Poli, Andrea Pistore, Marco Lorenzi e Massimo Zilio), EditVallardi 2009.